# Torneo Juvenil de la Concacaf 1973
El Torneo Juvenil de la Concacaf fue la cuarta edición del campeonato juvenil sub-20. Compitieron 6 países del área (Norteamérica, 2), (Centroamérica, 2) y las (Antillas, 2). El formato de participación aún no había variado.

## Participantes
| - Antillas Neerlandesas - Canadá | - Cuba - Guatemala | - México - Nicaragua |

## Primera fase

### Grupo A
| Equipo    | Pts. | PJ | PG | PE | PP | GF | GC | Dif |
| --------- | ---- | -- | -- | -- | -- | -- | -- | --- |
| México    | 4    | 2  | 2  | 0  | 0  | 9  | 1  | +8  |
| Canadá    | 1    | 2  | 0  | 1  | 1  | 2  | 3  | -1  |
| Nicaragua | 1    | 2  | 0  | 1  | 1  | 1  | 8  | -7  |

| 18 de febrero de 1973 | México                                                                                | 7:0 (3:0) | Nicaragua | Estadio Cuauhtémoc, Puebla de Zaragoza |                         |
|                       | Sotelo 12' · Caballero 14' (pen.), 72', 80+1' · Padilla 20', 43' · Herrera 80' (a.g.) |           |           | Árbitro(s): José Minsal                | Árbitro(s): José Minsal |

| 20 de febrero de 1973 | Nicaragua  | 1:1 (1:0) | Canadá  | Estadio Cuauhtémoc, Puebla de Zaragoza |                          |
|                       | Cuadra 11' |           | Sim 47' | Árbitro(s): John Leonora               | Árbitro(s): John Leonora |

| 22 de febrero de 1973 | México                     | 2:1 (1:0) | Canadá             | Estadio Cuauhtémoc, Puebla de Zaragoza |                                 |
|                       | Sotelo 35' · Caballero 50' |           | McQueen 77' (pen.) | Árbitro(s): Jorge Mario Ramírez        | Árbitro(s): Jorge Mario Ramírez |

### Grupo B
| Equipo                | Pts. | PJ | PG | PE | PP | GF | GC | Dif |
| --------------------- | ---- | -- | -- | -- | -- | -- | -- | --- |
| Guatemala             | 3    | 2  | 1  | 1  | 0  | 4  | 1  | +3  |
| Cuba                  | 3    | 2  | 1  | 1  | 0  | 1  | 0  | +1  |
| Antillas Neerlandesas | 0    | 2  | 0  | 0  | 1  | 1  | 5  | -4  |

| 19 de febrero de 1973 | Antillas Neerlandesas | 1:4 (0:2) | Guatemala                                  | Estadio León, León de Los Aldama |                       |
|                       | Jonis 67'             |           | McNish 6' · McDonald 34', 72' · Zimert 79' | Árbitro(s): Paul Avis            | Árbitro(s): Paul Avis |

| 21 de febrero de 1973 | Cuba        | 1:0 (1:0) | Antillas Neerlandesas | Estadio León, León de Los Aldama |                               |
|                       | Pereira 37' |           |                       | Árbitro(s): Humberto Bermúdez    | Árbitro(s): Humberto Bermúdez |

| 23 de febrero de 1973 | Cuba | 0:0 | Guatemala | Estadio León, León de Los Aldama |  |
|                       |      |     |           | Árbitro(s): Mario Rubio Vázquez  |  |

## Segunda fase
|  | Semifinales                    | Semifinales                    |   |                                   | Final                             | Final |  |
|  |                                |                                |   |                                   |                                   |       |  |
|  |                                |                                |   |                                   |                                   |       |  |
|  | 25 de febrero, Toluca de Lerdo |                                |   |                                   |                                   |       |  |
|  | Guatemala                      | 1                              |   |                                   |                                   |       |  |
|  | Canadá                         | 0                              |   |                                   |                                   |       |  |
|  |                                |                                |   |                                   |                                   |       |  |
|  |                                |                                |   |                                   | 4 de marzo, Puebla de Zaragoza    |       |  |
|  |                                |                                |   |                                   | México                            | 2     |  |
|  |                                | Guatemala                      | 0 |                                   |                                   |       |  |
|  |                                |                                |   |                                   |                                   |       |  |
|  |                                |                                |   |                                   |                                   |       |  |
|  |                                |                                |   |                                   | Tercer lugar                      |       |  |
|  | 25 de febrero, Toluca de Lerdo | 25 de febrero, Toluca de Lerdo |   | 28 de febrero, Puebla de Zaragoza | 28 de febrero, Puebla de Zaragoza |       |  |
|  | México                         | 1                              |   | Cuba                              | 2                                 |       |  |
|  | Cuba                           | 0                              |   |                                   | Canadá                            | 0     |  |

### Semifinales
| 25 de febrero de 1973 | Guatemala   | 1:0 (0:0) | Canadá | Estadio Toluca 70, Toluca de Lerdo |                           |
|                       | Mendoza 73' |           |        | Árbitro(s): Jorge Narváez          | Árbitro(s): Jorge Narváez |

| 25 de febrero de 1973 | México   | 1:0 (0:0) | Cuba | Estadio Toluca 70, Toluca de Lerdo |                                 |
|                       | Meza 62' |           |      | Árbitro(s): Jorge Mario Ramírez    | Árbitro(s): Jorge Mario Ramírez |

### Tercer lugar
| 28 de febrero de 1973 | Cuba                      | 2:0 (1:0) | Canadá | Estadio Cuauhtémoc, Puebla de Zaragoza |                           |
|                       | Delgado 32' · Naveira 49' |           |        | Árbitro(s): Jorge Narváez              | Árbitro(s): Jorge Narváez |

### Final
| 4 de marzo de 1973 | México                     | 2:0 (0:0) | Guatemala | Estadio Cuauhtémoc, Puebla de Zaragoza |                              |
|                    | Caballero 62' · Rangel 75' |           |           | Árbitro(s): Toros Kibritjian           | Árbitro(s): Toros Kibritjian |

|                            |
| Bandera de México          |
| Campeón México 3.er título |